# Escola de Artes e Oficios (Chile)
A Escola de Artes e Oficios foi criada no 6 de julho de 1849 por um decreto supremo do presidente Manuel Bulnes Prieto, sendo ministro de Culto, Justiça e Instrução Pública (equivalente aos ministérios de Justiça e Educação atuais) o senhor Manuel Montt Torres.
O primeiro Diretor da EAO foi o engenheiro e pedagogo francês Jules Jariez. Os primeiros estudantes deviam ter entre 15 e 18 anos de idade, saber ler e escrever e conhecer as operações aritméticas. No entanto, aparte de uma intensa formação prática em oficinas, os jovens também estudavam álgebra, geometria descritiva, trigonometria, desenho técnico, mecânica industrial, física e química, aparte de castelhano, história e geografia e outros cursos básicos. Esta formação, que originalmente durava quatro anos, aumentou a cinco em 1858. Os ingressados recebiam a qualificação de 'aprendiz'.
A partir de 1912 a Escola formou 'subingeneros industriais', que depois foram conhecidos como 'técnicos'. A EAO dava então dois níveis de formação: o Grau de Oficios (de nível secundário) e o Grau de Técnicos (de nível terciário). Após uma mudança nos planos e programas de estudo acontecido nos anos 60, os técnicos desta escola, que desde 1947 se tinha incorporado à Universidade Técnica do Estado, passaram a se chamar Engenheiros de Execução.

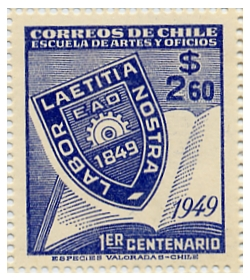
Selo em honra da EAO.

A primeira sede da Escola localizava-se no bairro Yungay (no canto das atuais cales Catedral e Chacabuco). As primeiras especialidades foram ferraria, modelage em madeira (carpintaria), mecânica e fundição.
Em 1855 localizou-se uma sede em Talca que em 1859 por uma revolta em dita cidade nunca mais foi reaberta.
Em 1886 começou-se a construir a segunda sede da Escola, nas instalações onde atualmente se localiza a Universidade de Santiago de Chile ao sul da Quinta Normal e ao norte da avenida Chuchunco (atualmente Avenida Equador em Estação Central). Este edifício foi declarado em 1986 monumento histórico nacional.

## Personagens destacadas
- Fernando Santiván, aluno em 1903, escritor Premeio Nacional de Literatura em 1952.
- Diego Dublé Urrutia inspector da EAO em 1896, Prêmio Nacional de Literatura em 1958
- Enrique Kirberg, aluno da EAO, chegaria a ser reitor da Universidade Técnica do Estado.
- Próspero Bisquertt Prado autor de hino da EAO. Compositor de música e pintor, Prêmio Nacional de Arte em 1954
- Ignacio Serrano, Vicente Mutilla, Dionisio Manterola, José Gutiérrez, Francisco Santiago, Juan Agustín Torres estudantes da Escola de Artes e Oficios, morridos no Combate Naval de Iquique
- Tancredo Pinochet Lhe Brun, intelectual e crítico social, diretor da EAO.
- Gregorio Mimica Argote, aluno da EAO, mártir do movimento estudiantil.
- Misael Escuti, arqueiro da equipe de Foot Ball Colo-Colo.

## Relações externas
- Sitio site de homenagem feita por ex alunos
- Conselho de Monumentos Nacionais - Escola de Artes e Oficios
- Homenagem à UTE[ligação inativa]